# Березівський повіт (II Річ Посполита)
Березівський повіт (нім. Bezirk Brzozów; пол. Powiat brzozowski) — історична адміністративна одиниця на українських землях, що входила до складу Австро-Угорщини, ЗУНР і Польщі. Адміністративним центром повіту було м. Березів.

## Королівство Галичини та Володимирії
Провісник пізнішого повіту Судовий повіт Березів (адміністративно-судовий орган влади) був створений наприкінці 1850 р. Повітова судова виконавча влада підпорядковувалась утвореному того ж року апеляційному суду у Львові (за підпорядкованістю до якого повіти вважались належними до Східної Галичини на противагу апеляційному суду у Кракові як критерію належності до Західної Галичини).
Сам Березівський повіт як орган адміністративної влади після проголошення в 1854 р. був створений 29 вересня 1855 р. (паралельно до наявного судового повіту) у складі округу Сянік.
Після скасування окружних відомств наприкінці жовтня 1865 р. їх компетенція перейшла до повітових управлінь. За розпорядженням міністерства внутрішніх справ Австро-Угорщини 23 січня 1867 року під час адміністративної реформи місцевого самоврядування збільшені повіти, зокрема до попереднього Березівського повіту (з 24 самоврядних громад-гмін) приєднаний повіт Дубецько (з 41 гміни) та 5 гмін Стрижівського повіту (Барич, Гвозниця Горішня, Гвозниця Долішня, Лютча і Жизнів). Однак у повіті існували й надалі два окремі судові округи (повіти) — Березівський і Динівський. Практично в набутому в 1867 р. вигляді Березівський повіт існував 72 роки — до жовтня 1939 року. 
У 1880 р. повіт складався з 55 самоврядних громад (гмін) — 3 міських і 52 сільських та 34 окремих територій — загалом 99 адміністративних одиниць.
У 1900 році населення становило 78 694 особи, в 1910 році — 81 409 осіб.

## ЗУНР
Хоча через навальність наступу поляків у повіті не пройшли вибори місцевого самоврядування і делегата до УНРади, все ж повіт був включений до Львівської військової області ЗУНР.

## Польща
Включений до складу Львівського воєводства Польської республіки після утворення воєводства у 1920 році.
1 квітня 1930 р. присілок Каролівка передано з села Ніздрець до Динова.
1 серпня 1934 р. здійснено новий поділ на сільські ґміни внаслідок об'єднання дотогочасних (збережених від Австро-Угорщини) ґмін, які позначали громаду села. Новоутворена ґміна відповідала волості — об'єднувала громади кількох сіл або (в дуже рідкісних випадках) обмежувалась єдиним дуже великим селом.

### Об'єднані сільські ґміни 1934—1939

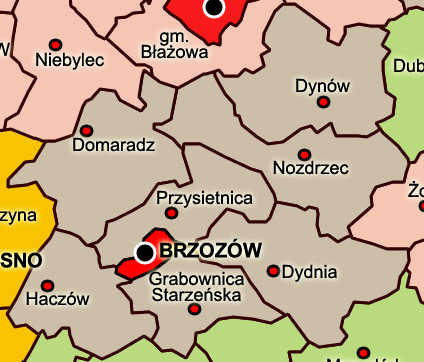
Березівський повіт

- Ґміна Динув
- Ґміна Нозджец
- Ґміна Дидня
- Ґміна Ґрабовніца Стаженска
- Ґміна Гачув
- Ґміна Домарадз
- Ґміна Пшисєтніца

### Міста
- Березів

## Друга світова війна
У середині вересня 1939 року німці окупували територію повіту, однак вже 26 вересня 1939 року мусіли відступити, оскільки за пактом Ріббентропа-Молотова правобережжя Сяну належало до радянської зони впливу. 27.11.1939 постановою Верховної Ради УРСР правобережна частина Березівського повіту в ході утворення Дрогобицької області включена до Добромильського повіту. 17 січня 1940 року територія Добромильського повіту поділена на райони. В червні 1941, з початком Радянсько-німецької війни, територія знову була окупована німцями. В липні 1944 року радянські війська оволоділи цією територією. В березні 1945 року, в рамках підготовки до підписання Радянсько-польського договору про державний кордон територію правобережного Надсяння зі складу Дрогобицької області передано Польщі.

## Населення
На 01.01.1939 у восьми селах (Грабівка, Грушівка, Яблониця Руська, Кінське, Поруби, Селиська, Улюч, Володж) повіту проживало переважно українське населення  — з 7 580 жителів було 5 965 українців-грекокатоликів і 215 українців-латинників, у ще 13 селах (Бахір, Глідно, Іздебки, Яблониця Польська, Криве, Лісківка, Лубна, Малинівка, Невістка, Павлокома, Вара, Вітрилів, Видрна) зберігався значний вміст — з 19 840 жителів було 6 370 українців-грекокатоликів, 910 польськомовних українців-грекокатоликів і 160 українців-римокатоликів.